# Battaglia di Bud Bagsak
La battaglia di Bud Bagsak fu una battaglia combattuta durante la ribellione dei Moro della guerra filippino-americana tra l'11 e il 15 giugno 1913. I combattenti Moro (Moros) in difesa si fortificarono sulla cima del monte Bagsak sull'isola di Jolo, Sulu. Gli statunitensi, attaccanti, erano guidati dal generale John "Black Jack" Pershing. I Moro furono completamente annientati, incluso il loro leader, Datu Amil.

## Contesto strategico

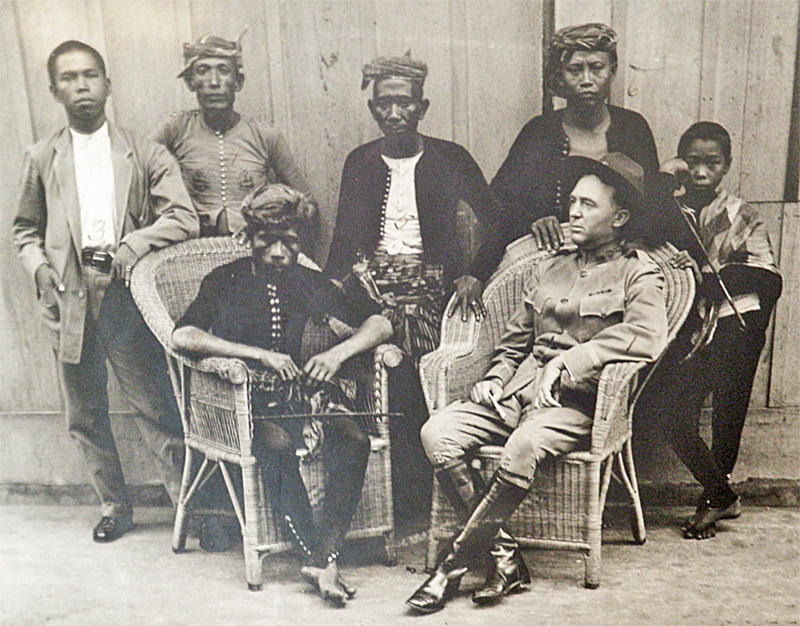
Datu Amil (seduto a sinistra), un influente leader dei Tausūg in discussione con il Capitano W.O. Reed, sesto reggimento di cavalleria statunitense durante le campagne contro i Moro. In seguito Amil fu ucciso dagli statunitensi, fatto che segnò l'inizio della fine della sovranità del Sultanato di Sulu quando questi ultimi abolirono il suo potere dopo la fine della battaglia di Bud Bagsak, in conseguenza della quale la regione cadde sotto il dominio USA.

Nel marzo del 1913, Datu Amil e 1 500 guerrieri negoziarono con il Sultano di Sulu e altri Moro alleati con gli statunitensi, impegnandosi a consegnare le loro armi. Due mesi dopo, dopo essersi ritirato a Bud Bagsak con tutta la sua popolazione di 6 000-10 000 persone nel Lati Ward, disse agli statunitensi di "venire e combattere".
Notando che i Moro fuggivano a Bud Bagsak solo quando provocati dalle truppe governative, il generale John Pershing elaborò una strategia per mantenere le truppe nelle loro guarnigioni isolane nella speranza che donne e bambini scendessero dalle montagne. Allo stesso tempo, Pershing sbarcò segretamente le sue forze nella città costiera di Bun Bun, a tre miglia e mezzo da Bud Bagsak. La forza di Pershing consisteva nella 51ª e 52ª Compagnia di scout Moro di Basilan e Siasi, oltre agli scout filippini di Jolo e cinquanta soldati dell'ottavo reggimento di cavalleria.
Il cratere vulcanico a forma di ferro di cavallo, aperto a nord-ovest in corrispondenza di un poggio chiamato Languasan, era protetto da cinque vette, Bunga, Bagsak, Puhagan, Matunkup e Puyacabao, che andavano dai 1 440 ai 1 900 piedi di altezza.

### Pistola Colt .45
In molte altre battaglie nelle terre dei Moro, la pistola calibro Colt .45 dell'esercito statunitense fu testata e perfezionata come un efficace "ferma uomo" contro i combattenti Moro, che spesso combattevano con tendenze berserkr., dato che i revolver calibro .38 in dotazione all'esercito non erano in grado di invalidare un uomo nemmeno colpendolo più volte.
Ma l'uso della .45 Colt Automatic a Bud Bagsak è ancora oggetto di dibattito poiché la prima spedizione delle pistole .45 Colt Automatic per le Filippine era ancora in cassette nel porto di New York nei primi mesi del 1913, e la data effettiva dell'arrivo delle pistole nelle isole filippine deve essere verificata ricercando la nave utilizzata per il trasporto delle pistole, la data in cui è partita dal porto di New York e il suo arrivo nel porto di Manila, nonché tutti i registri di spedizione esistenti, fino al momento in cui le pistole furono rilasciate ai soldati. Poiché in realtà non esiste alcuna prova fotografica di un soldato statunitense che trasportava una pistola Colt Automatic .45 a Bud Bagsak e, a meno che non sia dimostrato che le pistole .45 Colt Automatic fossero nelle mani degli statunitensi a Bud Bagsak prima del giugno 1913, l'uso del calibro .45 Colt Automatic durante la battaglia rimane oggetto di dibattito.
Il vero "ferma uomo" usato contro i "juramentados" o "berserkr" Moros può benissimo essere stato il Winchester modello 1897 fucile da caccia. Questo era in dotazione ai soldati che combatterono a Bud Bagsak.

## La battaglia
Pershing fece di Languasan il suo primo obiettivo per la sua artiglieria, per bloccare qualsiasi tentativo di fuga invià il maggiore George C. Shaw con la compagnia M dell'8ª fanteria e la 40ª compagnia di scout filippini. Pershing inviò anche il capitano George Charlton e il suo 51° Moro che attaccarono Matunkup mentre il capitano Taylor Nichols con il 1° Scout filippino attaccò Puyacabao. Alle 12:20, Matunkup era nelle mani degli statunitensi e l'azione fece guadagnare una Medal of Honor al 2° tenente Louis Mosher. Puyacabao cadde entro le 12:30. Quell'azione terminò il primo giorno di combattimenti, l'11 giugno.
La mattina presto del 12 giugno, l'artiglieria statunitense sparò su Puhagan mentre i tiratori spararono al suo interno, uccidendo Datu Amil. Pershing quindi ordinò al capitano Patrick Moylan di attaccare Bunga con il 24° e il 31° scout, la posizione venne presa entro le 13:30. Pershing, James Lawton Collins e una scorta di dieci uomini scovarono Bagsak, convinse Pershing a impiegare la sua artiglieria il 14 giugno e ad attaccare da sud.
L'attacco iniziò nella nebbia mattutina di domenica, il 15 giugno, con gli obici montani e i Moro di Charlton che avanzarono alle 9 del mattino. Quando l'assalto si bloccò, Pershing si unì ad altri ufficiali statunitensi in prima linea di pericolo, aiutando a fermare un contrattacco Moro. L'assalto finale alla vetta avvenne alle 17:00 e Bagsak fu catturata dopo tre ore e mezza.

## Conseguenze
Il generale Pershing in una lettera a sua moglie, scrisse: "I combattimenti furono i più feroci che io abbia mai visto. Sono assolutamente impavidi e una volta impegnati a combattere considerano la morte come un semplice incidente."